# Liste der Mitglieder des Provinziallandtags der Provinz Schlesien (5. Sitzungsperiode)
Diese Liste nennt die Mitglieder des Provinziallandtags der Provinz Schlesien 1837.

## Hintergrund
Der Provinziallandtag der Provinz Schlesien trat in seiner 5. Sitzungsperiode vom 29. Januar 1837 bis zum 4. April 1837 zusammen. Der Landtagsabschied datiert vom 20. November 1838.

## Liste der Abgeordneten
| Kurie                        | Wahlbezirk | Abgeordneter                                 | Anmerkung |
| ---------------------------- | --- | -------------------------------------------- | --- |
| Stand der Fürsten und Herren | Standesherrschaft Ober-Beuthen | Fürst Heinrich zu Carolath-Beuthen           | Carolath, Landtagsmarschall                                                                                       |
| Stand der Fürsten und Herren | Wilhelm Herzog von Braunschweig-Oels als Fürst zu Oels                                                                              | Moritz Heinrich von Prittwitz                | Major a. D., Landrat auf Schmoltschütz                                                                            |
| Stand der Fürsten und Herren | Alois II. Fürst von Liechtenstein als Fürst zu Troppau und Jägersdorf                                                               | Johannes Karl von Sedlnitzky                 | Landrat auf Löwitz                                                                                                |
| Stand der Fürsten und Herren | Herzogin Wilhelmine von Sagan | Ernst Vitzthum von Eckstädt                  | Landschaftsdirektor auf Theuderau                                                                                 |
| Stand der Fürsten und Herren | Fürst von Hatzfeld | Hermann Anton von Hatzfeldt                  | auf Trachtenberg                                                                                                  |
| Stand der Fürsten und Herren | Herzog von Ratibor | 0                                            | Stimme ruhte. Victor Amadeus (Hessen-Rotenburg) war 1834 verstorben, Victor I. von Ratibor übernahm das Erbe 1840 |
| Stand der Fürsten und Herren | Herzog Ludwig von Anhalt-Köthen | Graf zu Hochberg-Fürstenstein                | |
| Stand der Fürsten und Herren | 3 weitere Standesherrschaften | Graf Carl Lazarus Henckel von Donnersmarck   | Ober-Beuthen |
| Stand der Fürsten und Herren | 3 weitere Standesherrschaften | Graf Leopold von Schaffgotsch                | Erb-Landhofmeister                                                                                                |
| Stand der Fürsten und Herren | 3 weitere Standesherrschaften | 0                                            | Vakant |
| Ritterschaft                 | 11 bevorrechtigte Familienfideikommisse                                                                                             | Prinz Adolf zu Hohenlohe-Ingelfingen         | Major, auf Koschenthin                                                                                            |
| Ritterschaft                 | Wahlbezirk Glogau | von Ohlen und Adlerskron                     | Hauptmann a. D., auf Salisch                                                                                      |
| Ritterschaft                 | Wahlbezirk Glogau | Freiherr von Dyherrn-Czettritz und Neuhauß   | Landrat im Landkreis Freystadt i. Niederschles.                                                                   |
| Ritterschaft                 | Wahlbezirk Glogau | Gustav von Kessel                            | Kreisdeputierter und Landesältester, auf Zeisdorf                                                                 |
| Ritterschaft                 | Wahlbezirk Liegnitz | Schmidt                                      | Hauptmann a. D., auf Jänowitz                                                                                     |
| Ritterschaft                 | Wahlbezirk Liegnitz | Albrecht Block                               | Direktor des königlichen Kreditinstitutes und Amtsrat, auf Schierau                                               |
| Ritterschaft                 | Wahlbezirk Hirschberg | Freiherr Otto von Zedlitz und Neukirch       | Königlicher Oberstleutnant und Landschaftsdirektor, auf Tiefhartmannsdorf                                         |
| Ritterschaft                 | Wahlbezirk Hirschberg | Freiherr Wilhelm von Zedlitz-Neukirch        | Königlicher Landrat im Kreis Schönau, auf Neukirch                                                                |
| Ritterschaft                 | Wahlbezirk Schweidnitz | Freiherr Hans Ernst Lüttwitz                 | Regierungspräsident a. D., auf Gorkau                                                                             |
| Ritterschaft                 | Wahlbezirk Schweidnitz | Karl Wilhelm Aemilius Steinbeck              | Geheimer Oberbergrat, auf Muhrau                                                                                  |
| Ritterschaft                 | Wahlbezirk Schweidnitz | Graf Friedrich Hermann Nicolaus von Burghaus | Kammerherr und Landesältester, auf Laasan                                                                         |
| Ritterschaft                 | Wahlbezirk Glatz | Graf Hans von Strachwitz                     | Rittergutsbesitzer und Landschaftsdirektor, auf Peterwitz                                                         |
| Ritterschaft                 | Wahlbezirk Glatz | Baron Hermann von Gaffron                    | Königlicher Kreditinstitutsdirektor, auf Kunern                                                                   |
| Ritterschaft                 | Wahlbezirk Breslau | Graf Gustav von Saurma-Jeltsch               | Rittergutsbesitzer, auf Jeltsch                                                                                   |
| Ritterschaft                 | Wahlbezirk Breslau | Graf Emanuel von Hoverden                    | Königlicher Landrat im Kreis Ohlau, auf Hünern                                                                    |
| Ritterschaft                 | Wahlbezirk Breslau | Graf Georg von Stosch                        | auf Manze |
| Ritterschaft                 | Wahlbezirk Wohlau | Karl von Köckritz                            | Landesältester, auf Sürchen                                                                                       |
| Ritterschaft                 | Wahlbezirk Wohlau | Graf Hans von Carmer                         | Landrat a. D. im Landkreis Guhrau, auf Rützen                                                                     |
| Ritterschaft                 | Wahlbezirk Oels | Ernst von Keltsch                            | Landesältester, auf Skarsine                                                                                      |
| Ritterschaft                 | Wahlbezirk Oels | Karl Gottlob Friedrich von Kessel            | Direktor des königlichen Kreditinstituts, auf Raake                                                               |
| Ritterschaft                 | Wahlbezirk Brieg | Ludwig Heinrich Wilhelm von Ziegler          | Regierungsrat und Rittmeister a. D., auf Dambrau                                                                  |
| Ritterschaft                 | Wahlbezirk Brieg | Erdmann von Pückler                          | Regierungspräsident in Oppeln, auf Scheblau                                                                       |
| Ritterschaft                 | Wahlbezirk Groß-Strehlitz | Freiherr Johann Gottlob von Reiswitz         | Landschaftsdirektor zu Ratiborm auf Wendrin                                                                       |
| Ritterschaft                 | Wahlbezirk Groß-Strehlitz | Graf Andreas von Renard                      | Königlicher Kammerherr, auf Groß-Strehlitz                                                                        |
| Ritterschaft                 | Wahlbezirk Ratibor | Graf Karl von Strachwitz                     | Minder-Standesherr auf Loslau                                                                                     |
| Ritterschaft                 | Wahlbezirk Ratibor | Baron Emil von Durant                        | Landrat im Kreis Rybnik, auf Baranowitz                                                                           |
| Ritterschaft                 | Wahlbezirk Neustadt | Graf Hans von Seherr-Thoß                    | Landrat a. D im Landkreis Neustadt O.S. und Landesältester, auf Cujau                                             |
| Ritterschaft                 | Wahlbezirk Neustadt | Graf Ernst von Seherr-Thoß                   | Landesältester, auf Dobrau                                                                                        |
| Ritterschaft                 | Wahlbezirk Neustadt | Friedrich Otto Josef von Lange               | Landrat a. D im Landkreis Cosel, auf Teschenau                                                                    |
| Ritterschaft                 | Wahlbezirk Görlitz | Adolph von Gersdorf                          | Rittergutsbesitzer, auf Nieder-Dertmannsdorf                                                                      |
| Ritterschaft                 | Wahlbezirk Görlitz | Rudolf von Uechtritz                         | Kreis-Deputierter, auf Nieder-Heidersdorf                                                                         |
| Ritterschaft                 | Wahlbezirk Görlitz | Otto von Schindel                            | Kammerherr, auf Schönbrunn                                                                                        |
| Ritterschaft                 | Wahlbezirk Görlitz | Adolph von Bose                              | Landrat im Landkreis Lauban, auf Ober-Rudelsdorf                                                                  |
| Ritterschaft                 | Wahlbezirk Görlitz | Friedrich Georg Henning von Oertzen          | Landrat im Landkreis Görlitz (Schlesien), auf Krobnitz                                                            |
| Ritterschaft                 | Wahlbezirk Görlitz | von Gersdorf                                 | Rittmeister a. D., auf Sanitz                                                                                     |
| Städte                       | Breslau | Lösch                                        | Geheimer Kommerzienrat                                                                                            |
| Städte                       | Breslau | Carl Gottlob Schmeidler                      | Maler |
| Städte                       | Breslau | Ertel                                        | Kommerzienrat |
| Städte                       | Brieg | Georg Heinrich Kuhnrath                      | Ratsherr und Kaufmann                                                                                             |
| Städte                       | Glogau | Friedrich Strahl                             | Kommerzienrat |
| Städte                       | Grünberg | Benjamin Conrad                              | Tuchfabrikant |
| Städte                       | Liegnitz | Bornemann                                    | Medizinal-Assessor und Ratsherr                                                                                   |
| Städte                       | Neisse | Carl von Adlersfeld                          | Bürgermeister |
| Städte                       | Schweidnitz | Friedrich Scheil                             | Kaufmann |
| Städte                       | Glatz | Wilhelm Heinrich Vater                       | Polizeidirektor und Bürgermeister                                                                                 |
| Städte                       | Hirschberg | Conrad Ungerer                               | Stadtverordnetenvorsteher                                                                                         |
| Städte                       | Jauer | F.A. Reimann                                 | Justizrat und Stadt-Syndikus                                                                                      |
| Städte                       | Bunzlau | G.F. von Ziegler und Klipphausen             | Leutnant und Vorwerksbesitzer                                                                                     |
| Städte                       | Oppeln | Leopold Augustini                            | Bürgermeister |
| Städte                       | Görlitz | F.G. Ender                                   | Fabrikbesitzer |
| Städte                       | Görlitz | C.E. Franke                                  | Baumeister und Stadtgärtner                                                                                       |
| Städte                       | Lauban | B.A. Heinze                                  | Kaufmann und Ratsherr                                                                                             |
| Städte                       | Freistadt, Naumburg am Bober, Neusalz, Neustädtel, Priebus, Primtenau, Schlawa, Sporottai und Deutsch-Wartenberg                    | George Becker                                | Bürgermeister in Priebus                                                                                          |
| Städte                       | Beuthen, Bolkenhayn, Hainau, Hohenfriedberg, Köben, Lüben, Parschwitz, Polkwitz, Raudten, Schönau                                   | Hirsemenzel                                  | Bürgermeister in Schönau                                                                                          |
| Städte                       | Friedeberg, Greiffenberg, Kupferberg, Lähn, Liebenthal, Löwenberg, Naumburg am Queis, Schmiedeberg, Schömberg, Liebau               | Hauke                                        | Kämmerer in Löwenberg                                                                                             |
| Städte                       | Friedland, Gottesberg, Münsterberg, Nimptsch, Reichenbach, Silberberg, Freiburg, Waldenburg                                         | F.W. Kattner                                 | Kaufmann in Nimptsch                                                                                              |
| Städte                       | Habelschwerdt, Landeck, Lewin, Mittelwalde, Neurode, Reichenstein, Reinerz, Wartha, Weilhelmsthal, Münchelburg                      | Münnich                                      | Bürgermeister in Münchelburg                                                                                      |
| Städte                       | Neumarkt, Ohlau, Ganth, Stehlen, Striegau, Wansen, Zobten                                                                           | Joseph Fiebig                                | Bürgermeister und Kaufmann in Ganth                                                                               |
| Städte                       | Freyhan, Guhrau, Herrnstadt, Leubus, Militsch, Stroppen, Sulau, Trachenberg, Groß Tschirnau, Winzig, Wohlau, Steinau                | Carl Scholz                                  | Bürgermeister in Guhrau                                                                                           |
| Städte                       | Auras, Dyhrenfurth, Festenberg, Hundsfeld, Juliusburg, Medzibor, Oels, Prausnitz, Trebnitz, Polnisch-Wartenberg                     | Gebauer                                      | Bürgermeister in Oels                                                                                             |
| Städte                       | Carlsmarkt, Constadt, Creutzburg, Ramslau, Pitschen, Reichsthal, Bernstadt, Löwen, Falkenberg                                       | Martin                                       | Kämmerer und Kaufmann aus Ramslau                                                                                 |
| Städte                       | Krappitz, Landsberg, Leschnitz, Lublinitz, Rosenberg, Groß-Strehlitz, Schurgast, Tost, Ujest, Kieferstädtl                          | Kienel                                       | Bürgermeister in Rosenberg                                                                                        |
| Städte                       | Ober-Beuthen, Guttentag, Gleiwitz, Kosel, Loslau, Nikolai, Pleß, Peisfretscham, Rybnik, Sohrau, Tarnowitz, Hultschin                | Joseph Gladzick                              | Kämmerer in Gleiwitz                                                                                              |
| Städte                       | Bauerwitz, Ober-Glogau, Katscher, Grottsau, Leobschütz, Neustadt, Ottmacherau, Patschau, Ziegenhals, Züls                           | Joseph Lindner                               | Bürgermeister in Ober-Glogau                                                                                      |
| Städte                       | Städte der Oberlausitz: Halbau, Hoyerswerda, Marlissa, Muskau, Reichenbach, Rothenburg, Ruhland, Schönberg, Seidenberg, Wittichenau | Friedrich Heinrich Kolbe                     | Senator und Apotheker in Marlissa                                                                                 |
| Landgemeinden                | Wahlbezirk Glogau | Ernst Krug                                   | Erbscholteibesitzer, Dammerau                                                                                     |
| Landgemeinden                | Wahlbezirk Liegnitz | Thomas                                       | Erbscholteibesitze, Groß-Leßwitz                                                                                  |
| Landgemeinden                | Wahlbezirk Liegnitz | Reich                                        | Erbscholteibesitze, Gugelwitz                                                                                     |
| Landgemeinden                | Wahlbezirk Hirschberg | Thomas                                       | Erbscholteibesitzer, Hertwigswaldau                                                                               |
| Landgemeinden                | Wahlbezirk Schweidnitz | Carl Göllner                                 | Erbscholteibesitzer, Seiserbau                                                                                    |
| Landgemeinden                | Wahlbezirk Glatz | Volmer                                       | Gutsbesitzer, Schwebeldorf                                                                                        |
| Landgemeinden                | Wahlbezirk Breslau | Ernst Wilhelm Scholz                         | Erbscholteibesitzer, Popelwitz                                                                                    |
| Landgemeinden                | Wahlbezirk Wohlau | Winkler                                      | Polizei-Distriks-Scholz, Domnitz                                                                                  |
| Landgemeinden                | Wahlbezirk Oels | Basset                                       | Erbscholteibesitzer, Groß-Zöllnig                                                                                 |
| Landgemeinden                | Wahlbezirk Brieg | Daniel Freitag                               | Erbscholz, Schönwald                                                                                              |
| Landgemeinden                | Wahlbezirk Groß-Strehlitz | Anton Stöbel                                 | Freigutsbesitzer, Lubetzko                                                                                        |
| Landgemeinden                | Wahlbezirk Ratibor | Johann Perczick                              | Erbscholz, Buslawitz                                                                                              |
| Landgemeinden                | Wahlbezirk Neustadt | Franz Schwarzer                              | Erbscholteibesitzer, Winzenburg                                                                                   |
| Landgemeinden                | Wahlbezirk Neustadt | Franzl Hauer                                 | Freigutsbesitzer, Lindenau                                                                                        |
| Landgemeinden                | Wahlbezirk Görlitz | Michael Schäfer                              | Erbscholteibesitzer und Ortsrichter, Marckersdorf                                                                 |
| Landgemeinden                | Wahlbezirk Görlitz | Joh. August Frenzel                          | Erbpächter, Mittel-Zibelle                                                                                        |